# Petr Sailer

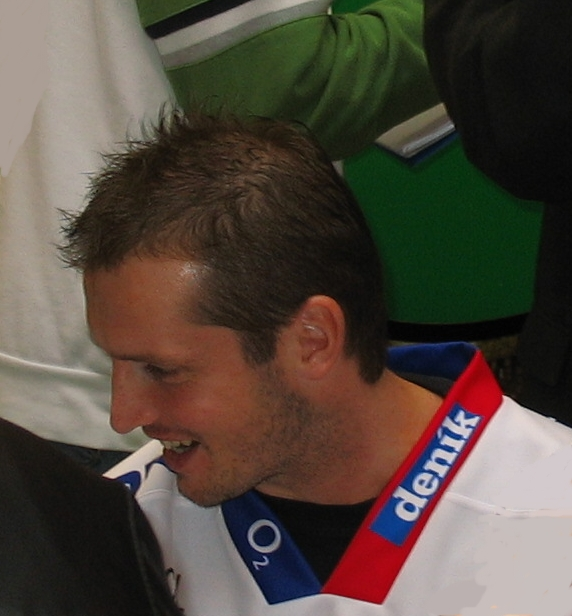
Petr Sailer při autogramiádě před sezónou 2007/08

Petr Sailer (* 18. září 1975, Jindřichův Hradec) je bývalý český hokejový útočník, dvojnásobný mistr extraligy. Od března 2012 je asistent sportovního manažera v HC Mountfield. Celkem odehrál 19 extraligových sezón z toho 17 za České Budějovice. Po skončení sezóny 2011/2012 měl na kontě 885 ligových utkání (patřilo mu tak 17. místo v pořadí hráčů s nejvíce starty v extralize) a 174 gólů. Z toho 137 gólů vstřelil za HC České Budějovice, čímž je 10. nejlepším střelcem v historii klubu.

## Hráčská kariéra
Je odchovanec Jindřichova Hradce – v rodném městě s hokejem začínal v šesti letech. V patnácti letech přestoupil do dorostu HC České Budějovice, kde se v roce 1993 stal dorosteneckým mistrem ligy. Hned v následující sezóně dostal příležitost hrát extraligu dospělých, neboť se na jeden rok vrátil do HC Vajgar Jindřichův Hradec, který se překvapivě stal extraligovým nováčkem. Poté se postupně prosazoval v HC České Budějovice, kde odehrál s výjimkou čtyř hostování nepřetržitě sedmnáct sezón. Jeho nejvydařenější sezóna byla 2001/02, kdy se s 24 góly a 18 asistencemi stal nejlepším střelcem i nejproduktivnějším hráčem svého týmu a měl velký podíl na tom, že se HC České Budějovice po velmi špatném začátku vyhnul hrozbě baráže a skončil na 12. místě. V průběhu další sezóny byl vyměněn do HC Slavia Praha, s níž se stal mistrem extraligy. Po návratu do HC České Budějovice zažil naopak sestup z extraligy. V další sezóně se výrazně podílel na rychlém návratu svého klubu mezi elitu (uplatnil se především jako penaltový specialista) a rovněž krátce hostoval v HC Bílí tygři Liberec. V dalších sezónách byl kapitánem týmu. V sezóně 2008/09, kdy se týmu nedařilo, byl vyměněn do HC Energie Karlovy Vary a podruhé v kariéře získal extraligový titul. I tentokrát se vrátil do HC ČB a znovu se stal kapitánem. Ani v sezóně 2009/10 se však týmu nedařilo a po jejím skončení vedení klubu Sailera zařadilo mezi hráče, s nimiž pro příští sezónu již nepočítá. A tak zamířil na roční hostování do Karlových Varů. S Energii se umístili na desátém místě v základní části a postoupili do předkola play-off, kde prohráli 2:3 na zápasy s týmem HC Slavia Praha. Po skončení hostování ve Varech se vrátil zpět do ČB Mountfieldu. Zde ale po konci sezony 2011–2012 ukončil kariéru.

## Klubová statistika
| Sezona       | Klub                        | Soutěž       | Základní část | Základní část | Základní část | Základní část | Základní část | Play off | Play off | Play off | Play off | Play off |
| Sezona       | Klub                        | Soutěž       | Z             | G             | A             | B             | TM            | Z        | G        | A        | B        | TM       |
| ------------ | --------------------------- | ------------ | ------------- | ------------- | ------------- | ------------- | ------------- | -------- | -------- | -------- | -------- | -------- |
| 1993/1994    | HC Vajgar Jindřichův Hradec | ELH          | 35            | 6             | 2             | 8             |               | —        | —        | —        | —        | —        |
| 1994/1995    | HC České Budějovice         | ELH          | 19            | 1             | 3             | 4             |               | —        | —        | —        | —        | —        |
| 1994/1995    | HC Vajgar Jindřichův Hradec | 1.ČHL        |               | 0             | 1             | 1             |               | —        | —        | —        | —        | —        |
| 1995/1996    | HC České Budějovice         | ELH          | 26            | 0             | 3             | 3             | 10            | 10       | 0        | 4        | 4        | 4        |
| 1996/1997    | HC České Budějovice         | ELH          | 50            | 11            | 8             | 19            | 4             | 5        | 0        | 0        | 0        | 2        |
| 1997/1998    | HC České Budějovice         | ELH          | 50            | 14            | 11            | 25            | 26            | —        | —        | —        | —        | —        |
| 1998/1999    | HC České Budějovice         | ELH          | 51            | 14            | 9             | 23            | 36            | 3        | 0        | 0        | 0        | 0        |
| 1999/2000    | HC České Budějovice         | ELH          | 50            | 9             | 9             | 18            | 18            | —        | —        | —        | —        | —        |
| 2000/2001    | HC České Budějovice         | ELH          | 41            | 11            | 6             | 17            |               | —        | —        | —        | —        | —        |
| 2001/2002    | HC České Budějovice         | ELH          | 52            | 24            | 18            | 42            | 50            | —        | —        | —        | —        | —        |
| 2002/2003    | HC České Budějovice         | ELH          | 23            | 8             | 5             | 13            | 10            | —        | —        | —        | —        | —        |
| 2002/2003    | HC Slavia Praha             | ELH          | 23            | 6             | 5             | 11            | 6             | 17       | 1        | 5        | 6        | 8        |
| 2003/2004    | HC České Budějovice         | ELH          | 46            | 3             | 8             | 11            | 28            | 4        | 0        | 0        | 0        | 0        |
| 2004/2005    | HC České Budějovice         | 1.ČHL        | 44            | 9             | 15            | 24            | 36            | 7        | 2        | 1        | 3        | 10       |
| 2004/2005    | Bílí Tygři Liberec          | ELH          | 11            | 3             | 5             | 8             | 0             | —        | —        | —        | —        | —        |
| 2005/2006    | HC České Budějovice         | ELH          | 52            | 8             | 20            | 28            | 32            | 10       | 1        | 7        | 8        | 8        |
| 2006/2007    | HC Mountfield               | ELH          | 45            | 6             | 4             | 10            | 48            | 11       | 3        | 3        | 6        | 4        |
| 2007/2008    | HC Mountfield               | ELH          | 51            | 13            | 13            | 26            | 40            | 12       | 1        | 2        | 3        | 8        |
| 2008/2009    | HC Mountfield               | ELH          | 9             | 1             | 1             | 2             | 2             | —        | —        | —        | —        | —        |
| 2008/2009    | HC Energie Karlovy Vary     | ELH          | 37            | 9             | 8             | 17            | 12            | 15       | 4        | 4        | 8        | 6        |
| 2009/2010    | HC Mountfield               | ELH          | 46            | 6             | 10            | 16            | 36            | 5        | 2        | 1        | 3        | 4        |
| 2010/2011    | HC Energie Karlovy Vary     | ELH          | 52            | 7             | 12            | 19            | 30            | 5        | 1        | 0        | 1        | 6        |
| 2011/2012    | HC Mountfield               | ELH          | 27            | 0             | 2             | 2             | 2             | 3        | 0        | 0        | 0        | 2        |
| Celkem v ELH | Celkem v ELH                | Celkem v ELH | 796           | 160           | 162           | 322           | 400           | 100      | 15       | 26       | 41       | 50       |

Konec hokejové kariéry